# Kevin O’Higgins

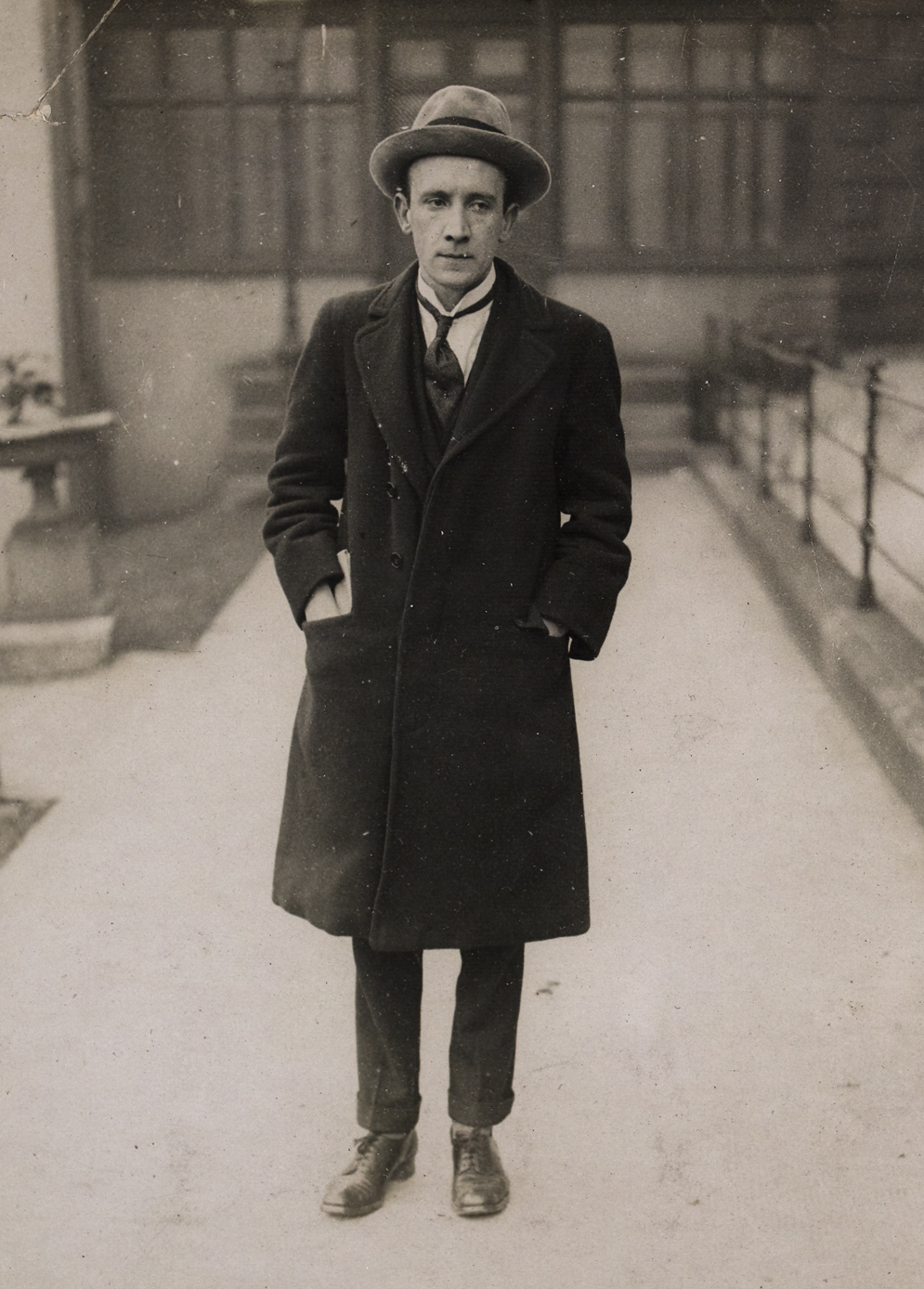
Kevin O’Higgins

Kevin Christopher O’Higgins (irisch Caoimhín Críostóir Ó hUiginn, * 7. Juni 1892 in Stradbally, County Laois; † 10. Juli 1927 in Booterstown) war ein irischer Politiker.

## Leben
O’Higgins wurde 1892 als Sohn von Thomas Francis Higgins († 1923) und Anne Sullivan († 1953), der Tochter von Timothy Daniel Sullivan, geboren. Er war das vierte von 15 Kindern. O’Higgins besuchte das Clongowes Wood College und studierte am University College Dublin, wo er 1915 seinen Bachelor of Arts und 1919 seinen Bachelor of Laws erhielt. 1915 trat er den Irish Volunteers bei. Zu Beginn des Osteraufstandes hielt sich O’Higgins in Laois auf und machte sich sofort, nachdem er von dem Aufstand erfuhr, auf den Weg, sich den Rebellen anzuschließen. Dieses Vorhaben musste er jedoch schon in Athy aufgeben, da es jungen Männern nicht mehr erlaubt war, die Hauptstadt zu betreten. 1918 war er unter denjenigen, die von der britischen Regierung unter dem Vorwand des „German Plot“ verhaftet wurden. Während seiner Zeit im Gefängnis wurde er in das House of Commons gewählt. 1919 saß er für Sinn Féin als Teachta Dála im Dáil Éireann und war Assistant Minister for Local Government unter William Thomas Cosgrave. Als dieser 1920 eingesperrt wurde, übernahm er seinen Platz und bewies sich als fähiger Politiker.
O’Higgins war ein starker Verfechter des Anglo-Irischen Vertrags, der letztlich zur Gründung des Irischen Freistaats führte. Als im August 1922 sowohl Michael Collins als auch Arthur Griffith kurz hintereinander starben, wurde Cosgrave dadurch sowohl Präsident des Dáil Éireann als auch Vorsitzender der Provisorischen Regierung von Südirland. Als am 6. Dezember 1922 der neue irischen Freistaat offiziell geschaffen wurde, war Cosgrave dessen erster Premierminister – der offizielle Titel war Präsident des Exekutivrates. O’Higgins wurde Minister for Home Affairs, 1924 wurde das Amt in Justizminister umbenannt, und Vizepräsident. Diese beiden Ämter bekleidete er bis zu seinem Tod. Als Justizminister bemühte er sich, um Stabilität und vertrat eine harte Linie während des Irischen Bürgerkriegs. Unter anderem unterzeichnete er den Exekutionsbefehl für Rory O’Connor, der weniger als ein Jahr zuvor sein Trauzeuge gewesen war. Insgesamt kam es während des Bürgerkrieges zu 77 Hinrichtungen. Als Vergeltung wurde O’Higgins Vater ermordet. 1923 gründete O’Higgins die Garda Síochána als unbewaffnete Polizeitruppe, was in der damaligen Situation bemerkenswert ist.
Am 10. Juli 1927 wurde O’Higgins in Booterstown, als er auf dem Weg von seinem Zuhause zu einer Messe war, von drei IRA-Mitgliedern, Timothy Coughlin, Bill Gannon und Archie Doyle, erschossen. Er erhielt ein Staatsbegräbnis und wurde am 13. Juli auf dem Glasnevin Cemetery beigesetzt.
O’Higgins Bruder Thomas F. O’Higgins senior, sowie seine Neffen Thomas F. O’Higgins und Michael O’Higgins wurde später auch als Politiker tätig.